# Uroš I di Rascia
Uroš I di Rascia (in serbo Урош I?; Ούρεσις; prima del 1083 – 1145) è stato un principe serbo di Rascia (veliki župan) dal 1112 al 1145 circa.

## Biografia

### Origini
Uroš I era figlio di Marko, a sua volta figlio di Petrislao Vojislavljević e fratello del gran principe Vukan I, i quali avevano prestato giuramento di fedeltà a Costantino Bodin, gran principe di Doclea, diventando suoi vassalli. Marko, come sovrano subordinato, avrebbe avuto il suo appannaggio nelle terre a nord della Rascia, al confine con il regno d'Ungheria. Il nome stesso Uroš deriva molto probabilmente dal termine ungherese úr, che significa dominus o princeps, tradotta nel nome slavo Prvoslav o Primislav, ossia Primislao, come nel caso di Uroš II nelle fonti slave.  È possibile che Marko avesse sposato una nobildonna ungherese.

### Guerra con Bisanzio

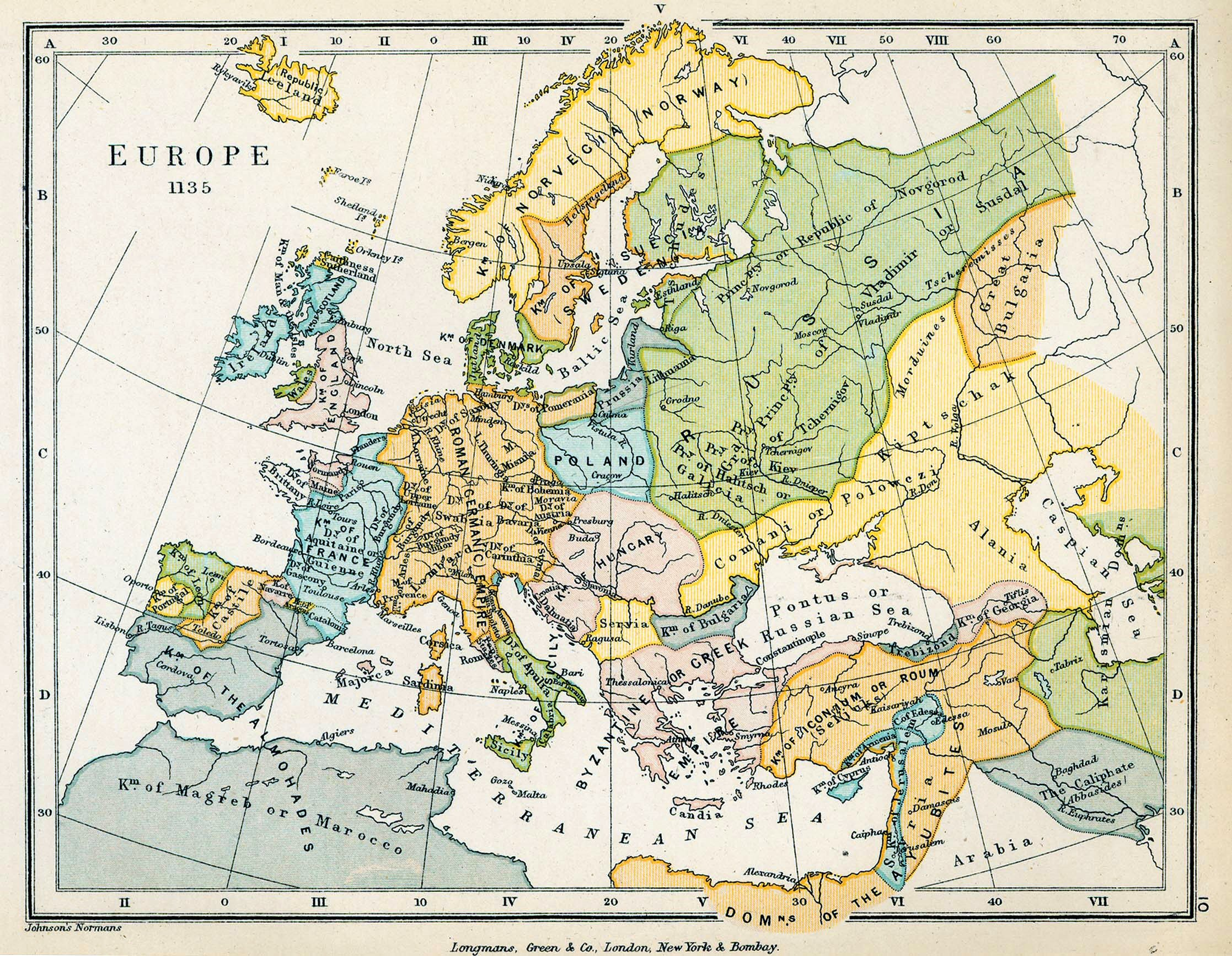
L'Europa nel 1135

Nel 1092, l'esercito serbo sconfisse quello bizantino guidato dal governatore di Durazzo, inviato da Alessio Comneno. Nel 1093, lo stesso Alessio guidò un esercito bizantino più numeroso e marciò verso la Rascia (cioè la Serbia), ma Vukan ne venne a conoscenza e chiese immediatamente la pace, che Alessio accettò rapidamente, poiché sorsero nuovi problemi a est, dove i cumani penetrarono fino ad Adrianopoli. Non appena l'imperatore partì, Vukan violò il trattato, conquistando il Vardar e le città di Vranje, Skopje e Tetovo. Nel 1094 o 1095, l'imperatore marciò ancora una volta verso i serbi, catturando Lipljan. Questa volta Vukan lo incontrò nella sua tenda e gli consegnò una ventina di ostaggi, tra cui Uroš I e Stefano Vukan, come giuramento di pace. Uroš viene menzionato per la prima volta nella contemporanea Alessiade di Anna Comnena, un resoconto scritto del regno dell'imperatore bizantino suo padre Alessio I Comneno. 
Dopo la morte di Vukan nel 1112, Uroš gli succedette come gran principe.

### Guerra civile in Doclea
Nel 1113 o 1114, l'esercito bizantino di Durazzo invase la Doclea e si impossessò di Scutari. All'epoca la regione era governata dal principe Giorgio I (1118), figlio di Costantino Bodin. I bizantini insediarono Grubeša Branislavljević dopo il 1118, esiliando Giorgio in Rascia. Quest'ultimo rivendicò la protezione di Uroš e nel 1125 i due guidarono un esercito contro Grubeša, scontrandosi nella battaglia di Antivari. Grubeša fu ucciso e Giorgio preservò il suo potere, malgrado perdendo il possesso su alcune aree in favore dei cugini, tra cui i tre fratelli di Grubeša, che presto entrarono in contrasto con Giorgio. I romei invasero nuovamente le coste della Doclea, concedendo il dominio nominale a Gradinja, scatenando una guerriglia nei boschi. La seconda spedizione terminò con la cattura di Giorgio, condotto a Costantinopoli ove morì. Gradinja rafforzò nel frattempo i legami con la Serbia.

## Diplomazia
Intorno al 1130, concesse in sposa la figlia Elena al re Bela II d'Ungheria. Bela II, essendo cieco, si affidò completamente alla donna, che agì in veste di co-regnante. Si narra che Elena ordinò di massacrare 68 aristocratici all'assemblea di Arad, che avevano convinto Colomanno ad accecare il marito.
Nel 1137, Ladislao II, figlio di Béla II e Jelena, divenne bano di Bosnia. Alla morte di Bela II, il 13 febbraio 1141, ascese al trono il figlio maggiore Géza II, che tuttavia era ancora bambino. Pertanto, Elena e suo fratello Beloš Vukanović, che lei aveva invitato a corte, governarono il regno d'Ungheria fino al settembre 1146, quando divenne maggiorenne.
Beloš fu bano di Croazia dal 1142 al 1158, sotto la corona ungherese, e ricoprì la carica di comes palatinus (conte palatino), il titolo maggiormente prestigioso nella corte del regno.

## Discendenza
Uroš si sposò con la nobildonna bizantina Anna Diogenissa, che attraverso il padre era una nipote di Romano IV Diogene. Ebbero i seguenti figli:
- Uroš II - gran principe di Serbia
- Desa - duca serbo del Primorje serbo, co-governò la Serbia con Uroš II
- Beloš - bano di Croazia e per breve tempo principe di Serbia
- Elena - regina d'Ungheria e Croazia[9] (morta dopo il 1146), sposò il re Béla II d'Ungheria
- Maria - sposò Corrado II di Znojmo. Ebbe cinque figli.
- Zavida - duca di Zaclumia, la sua paternità è incerta. In un documento realizzato a Zara, il fratello di Beloš è definito "Stefano"; questo nome si rintraccia guardando i figli di Zavida.[10]

|       |       |
| Maria | Elena |